# Peter Schindler (Politikwissenschaftler)
Peter Schindler (* 1938) ist ein deutscher Politikwissenschaftler.

## Leben
Schindler war von 1970 bis 1982 Geschäftsführer der Deutschen Vereinigung für Parlamentsfragen (DVParl).
Als Leiter des Referats Parlamentsgeschichtliche Dokumentation im Wissenschaftlichen Dienst des Bundestages veröffentlichte er u. a. das Datenhandbuch zur Geschichte des Deutschen Bundestages.